# Duathlon ai Giochi mondiali 2022
Le competizioni di duathlon ai Giochi mondiali 2022 si sono svolte dal 16 al 17 luglio 2022 al PNC Field di Birmingham in Alabama, negli Stati Uniti d'America. L'evento era originariamente stato calendarizzato nel luglio 2021, ma i Giochi mondiali sono stati riprogrammati per l'anno successivo a seguito del rinvio dei Giochi olimpici estivi di Tokyo 2020, dovuto all'insorgere dell'emergenza sanitaria causata dalla pandemia di COVID-19.

## Podi
| Specialità                 | Oro                                              | Argento                           | Bronzo                                |
| Gara maschile (dettagli)   | Maxime Hueber-Moosbrugger                        | Benjamin Choquert                 | Victor Zambrano                       |
| Gara femminile (dettagli)  | Maurine Ricour                                   | Ai Ueda                           | Joselyn Brea                          |
| Staffetta mista (dettagli) | Francia Maxime Hueber-Moosbrugger Marion Legrand | Belgio Arnaud Dely Maurine Ricour | Francia Nathan Guerbeur Garance Blaut |

## Medagliere
| Posiz. | Nazione   | Oro | Argento | Bronzo | Totale |
| ------ | --------- | --- | ------- | ------ | ------ |
| 1      | Francia   | 2   | 1       | 1      | 4      |
| 2      | Belgio    | 1   | 1       | 0      | 2      |
| 3      | Giappone  | 0   | 1       | 0      | 1      |
| 4      | Messico   | 0   | 0       | 1      | 1      |
| 4      | Venezuela | 0   | 0       | 1      | 1      |
| Totale | Totale    | 3   | 3       | 3      | 9      |